# Squash nos Jogos da Commonwealth de 2014
O squash nos Jogos da Commonwealth de 2014 foi realizado em Glasgow, na Escócia, entre 24 de julho e 3 de agosto. Cinco eventos foram disputados no Scotstoun Stadium: simples masculino e feminino, duplas masculinas e femininas e duplas mistas.

## Medalhistas
Masculino
| Evento  | Ouro                                      | Prata                                    | Bronze                                     |
| Simples | Nick Matthew ENG Inglaterra               | James Willstrop ENG Inglaterra           | Peter Barker ENG Inglaterra                |
| Duplas  | David Palmer Cameron Pilley AUS Austrália | Adrian Grant Nick Matthew ENG Inglaterra | Daryl Selby James Willstrop ENG Inglaterra |

Feminino
| Evento  | Ouro                                      | Prata                                      | Bronze                                    |
| Simples | Nicol David MAS Malásia                   | Laura Massaro ENG Inglaterra               | Joelle King NZL Nova Zelândia             |
| Duplas  | Dipika Pallikal Joshna Chinappa IND Índia | Laura Massaro Jenny Duncalf ENG Inglaterra | Alison Waters Emma Beddoes ENG Inglaterra |

Misto
| Evento | Ouro                                       | Prata                                     | Bronze                                   |
| Duplas | Rachael Grinham David Palmer AUS Austrália | Peter Barker Alison Waters ENG Inglaterra | Kasey Brown Cameron Pilley AUS Austrália |

## Quadro de medalhas
| Ordem | País          | Medalha de ouro | Medalha de prata | Medalha de bronze | Total |
| ----- | ------------- | --------------- | ---------------- | ----------------- | ----- |
| 1     | Austrália     | 2               |                  | 1                 | 3     |
| 2     | Inglaterra    | 1               | 5                | 3                 | 9     |
| 3     | Malásia       | 1               |                  |                   | 1     |
|       | Índia         | 1               |                  |                   | 1     |
| 5     | Nova Zelândia |                 |                  | 1                 | 1     |
| TOTAL | TOTAL         | 5               | 5                | 5                 | 15    |